# ماهیچه گلابی‌شکل
ماهیچه گلابی‌شکل (پیریفورمیس) از طریق سوراخ سیاتیک بزرگ از لگن خارج می‌شود و به رأس تروکانتر (برجستگی) بزرگ می‌چسبد.
مبدا : سطح قدامی ساکروم
انتها : حفره تروکانتری بزرگ
کار: دور کردن و چرخاندن بیرونی ران
عصب‌گیری: از نخستین و دومین عصب خاجی.
این ماهیچه نقطه اصلی خروج عناصر از ناحیه لگن به ناحیه سرینی است.
مثال : رگ‌ها و عصب‌های سرینی فوقانی از بالای ماهیچه گلابی‌شکل از لگن خارج می‌شوند و رگ‌ها و عصب‌های سرینی تحتانی از پائین ماهیچه از ناحیه لگن خارج می‌شوند.

## نگارخانه

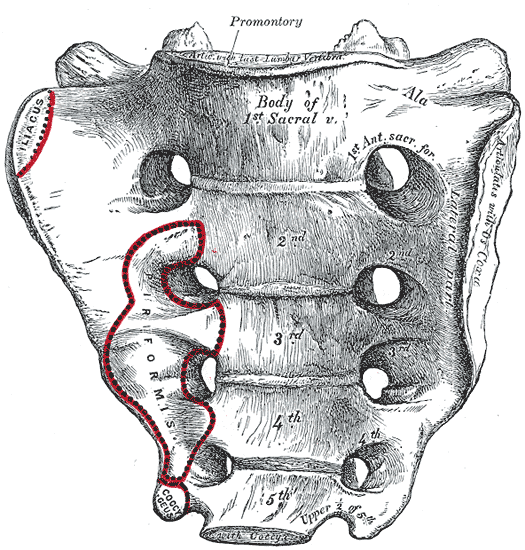
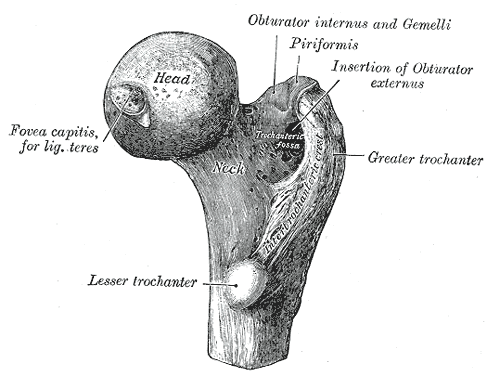
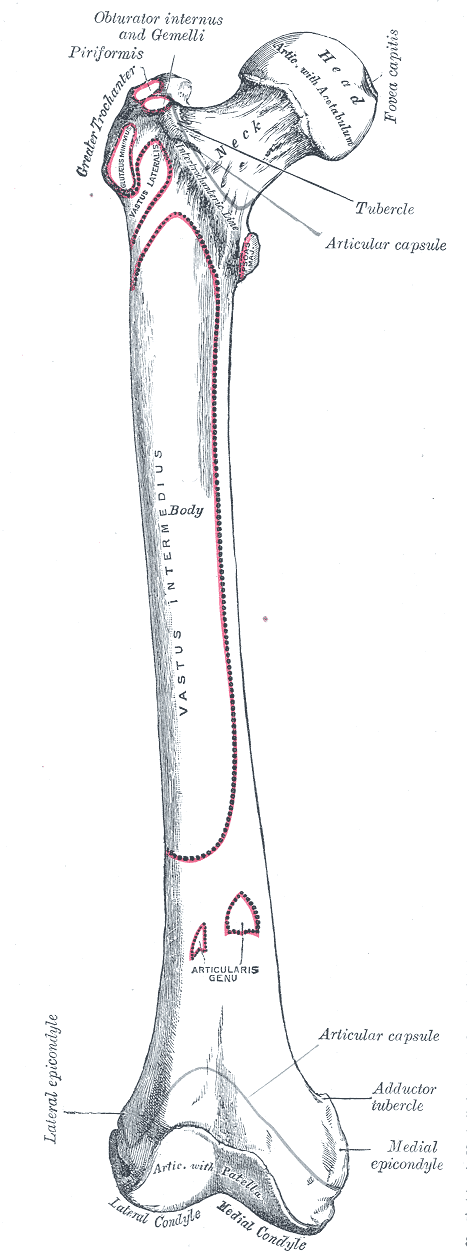
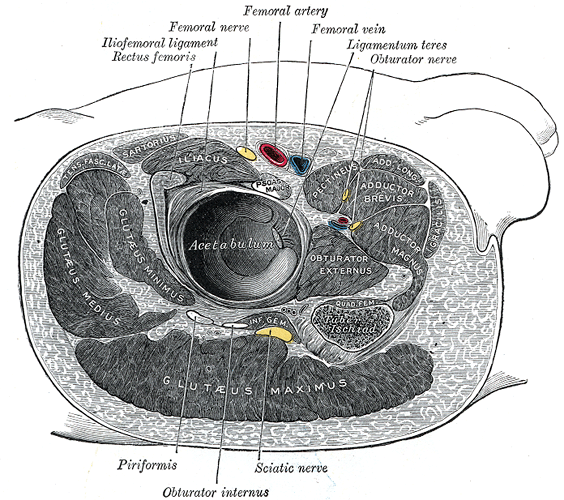
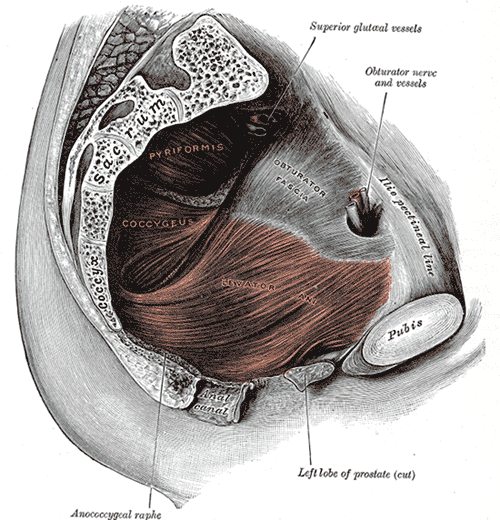
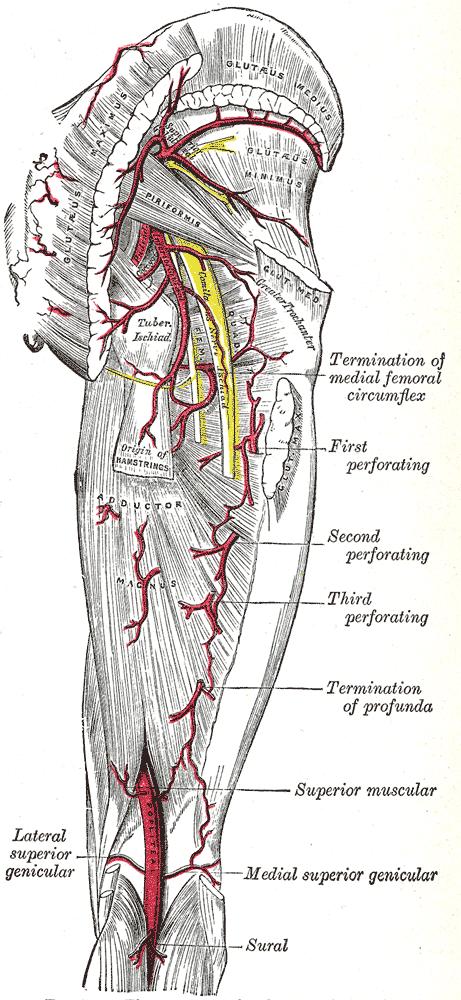
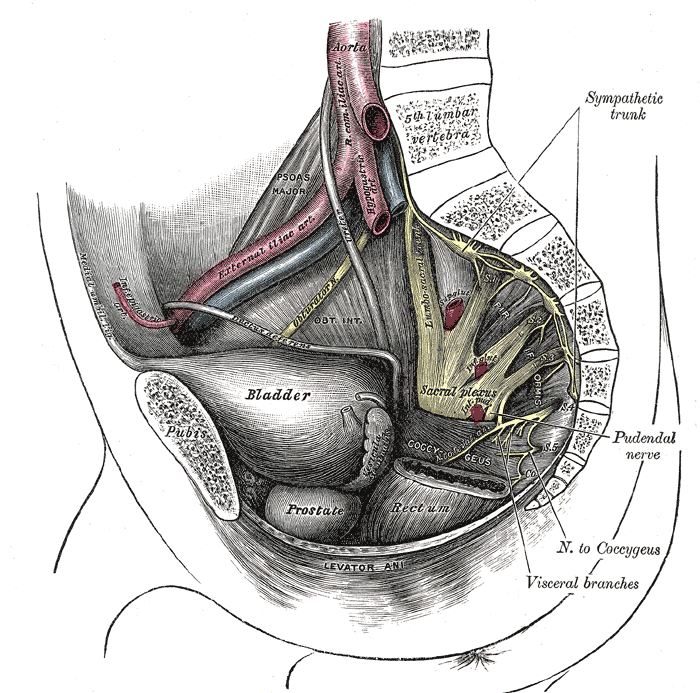
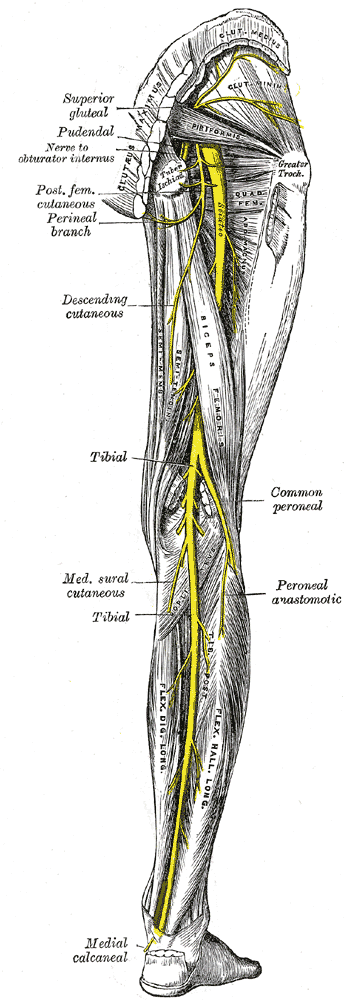
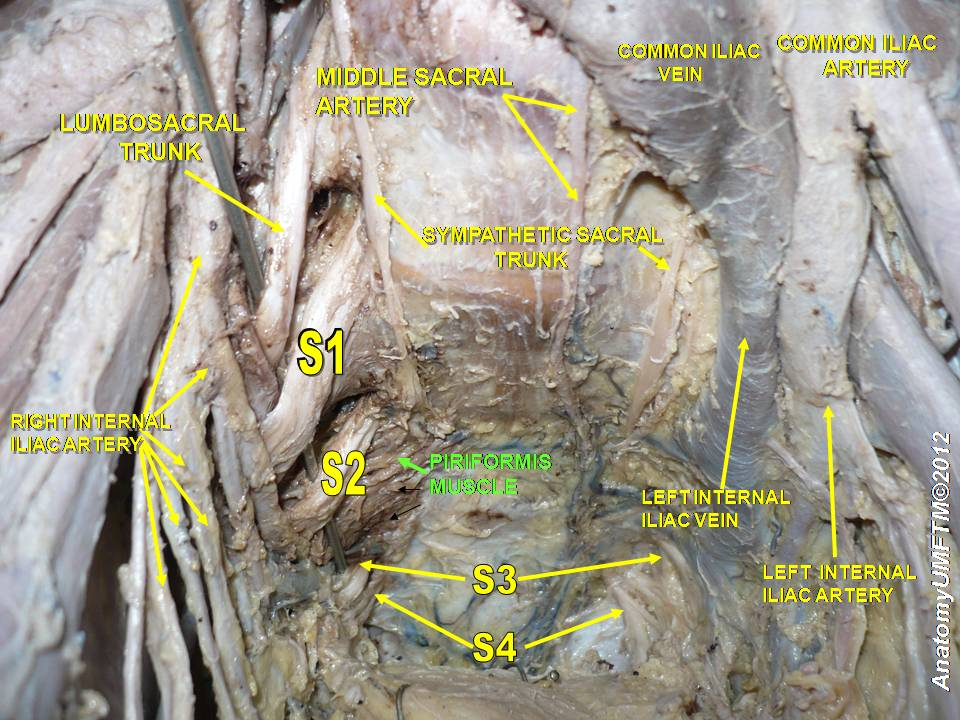
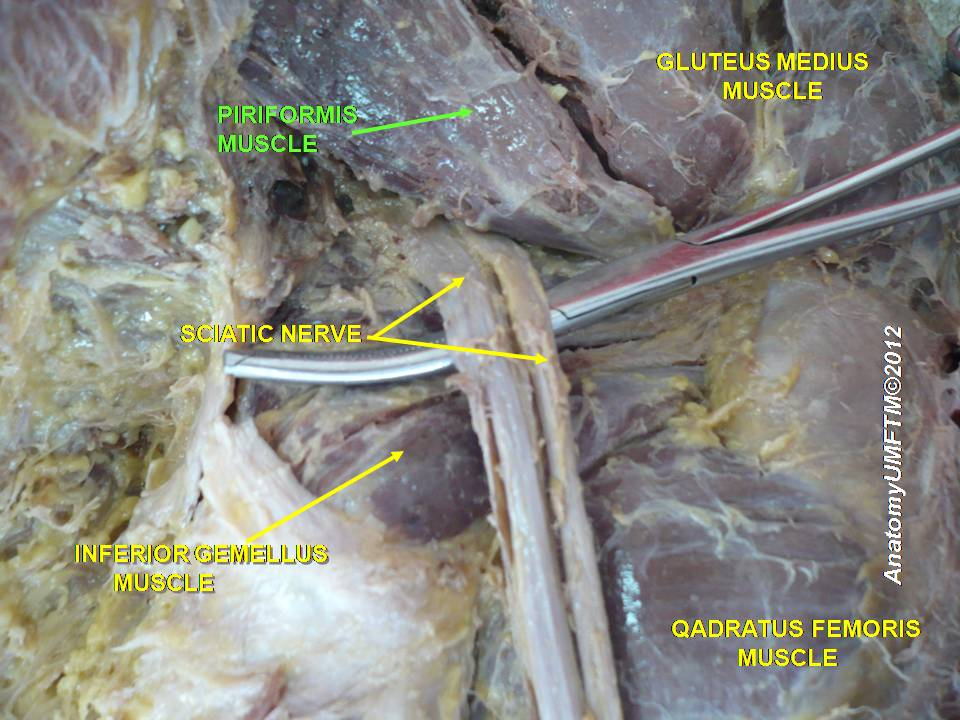